# سیارک ۴۴۰۰
سیارک ۴۴۰۰ (به انگلیسی: 4400 Bagryana، نامگذاری:1985QH4) چهار هزار و چهارصدمین سیارک کشف شده‌است که در ۲۴ اوت ۱۹۸۵ کشف شد.
قدر مطلق سیارک برابر ۱۳٫۸۰ است.